# Tresco
Tresco (kornisch: Ynys Skaw) ist die zweitgrößte Insel der Scilly-Inseln im Vereinigten Königreich. Die Insel bietet eine Vielzahl an Landschaftsformationen; vom schroffen Granitfelsen bis zum weißen Sandstrand. Sie gehört zum Herzogtum Cornwall und wurde von der Grundstücksverwaltung Dorrien-Smith gepachtet, welche dort Teilzeitwohnrechte vergibt.
Die drei Siedlungen New Grimsby, Borough und Old Grimsby liegen in der Mitte der Insel und zählen zusammen 180 Einwohner. Im Gegensatz zu den restlichen Scilly-Inseln, welche meist touristisch unerschlossen sind, ist Tresco ein begehrter Erholungsort, dessen Wirtschaft vom Tourismus bestimmt wird. Durch den Tresco Heliport hat Tresco außerdem eine direkte Fluglinienverbindung zum Festland.

## Geographie

### Geographische Lage
Tresco liegt im Südwesten von England am westlichen Eingang des Ärmelkanals und gehört zu den Scilly-Inseln. Sie ist mit 2,97 km² die zweitgrößte Insel der Gruppe. Im Süden von Tresco befinden sich zwei kleine Brackwasser-Seen, der Great Pool und der Abbey Pool. Der höchste Punkt der Insel ist der Beacon Hill mit 42 Metern Höhe. Die ebenfalls bewohnte Nachbarinsel Bryher liegt teilweise nur 300 Meter von Tresco entfernt. Rund um die Insel erheben sich außerdem viele kleine schroffe Felsen und weitere Inseln aus dem Meer. Die Pentle Bay im Südosten von Tresco bietet den Besuchern einen über einen Kilometer langen weißen Sandstrand.

### Klima
Tresco hat ein sehr gemäßigtes Klima und das Thermometer fällt selbst im Winter selten unter 4 °C.
Zwischen Mai und September liegen die Höchsttemperaturen meist zwischen 15 °C und 20 °C.
In den durchschnittlich 238 Regentagen pro Jahr fallen etwa 700 mm Regen.

## Einwohnerentwicklung
Die angegebenen Zahlen beziehen sich nur auf die permanent auf der Insel lebenden Einwohner. Eine weitere große Zahl von Saison-Arbeitern wohnt während der Sommermonate auch auf Tresco.
| Jahr | Einwohner |
| ---- | --------- |
| 1841 | 430       |
| 1861 | 399       |
| 1871 | 266       |
| 1891 | 315       |
| 1901 | 331       |

| Jahr | Einwohner |
| ---- | --------- |
| 1911 | 315       |
| 1921 | 217       |
| 1931 | 248       |
| 1951 | 243       |
| 1961 | 283       |

| Jahr | Einwohner |
| ---- | --------- |
| 1971 | 246       |
| 1991 | 170       |
| 2001 | 180       |

## Kultur und Sehenswürdigkeiten

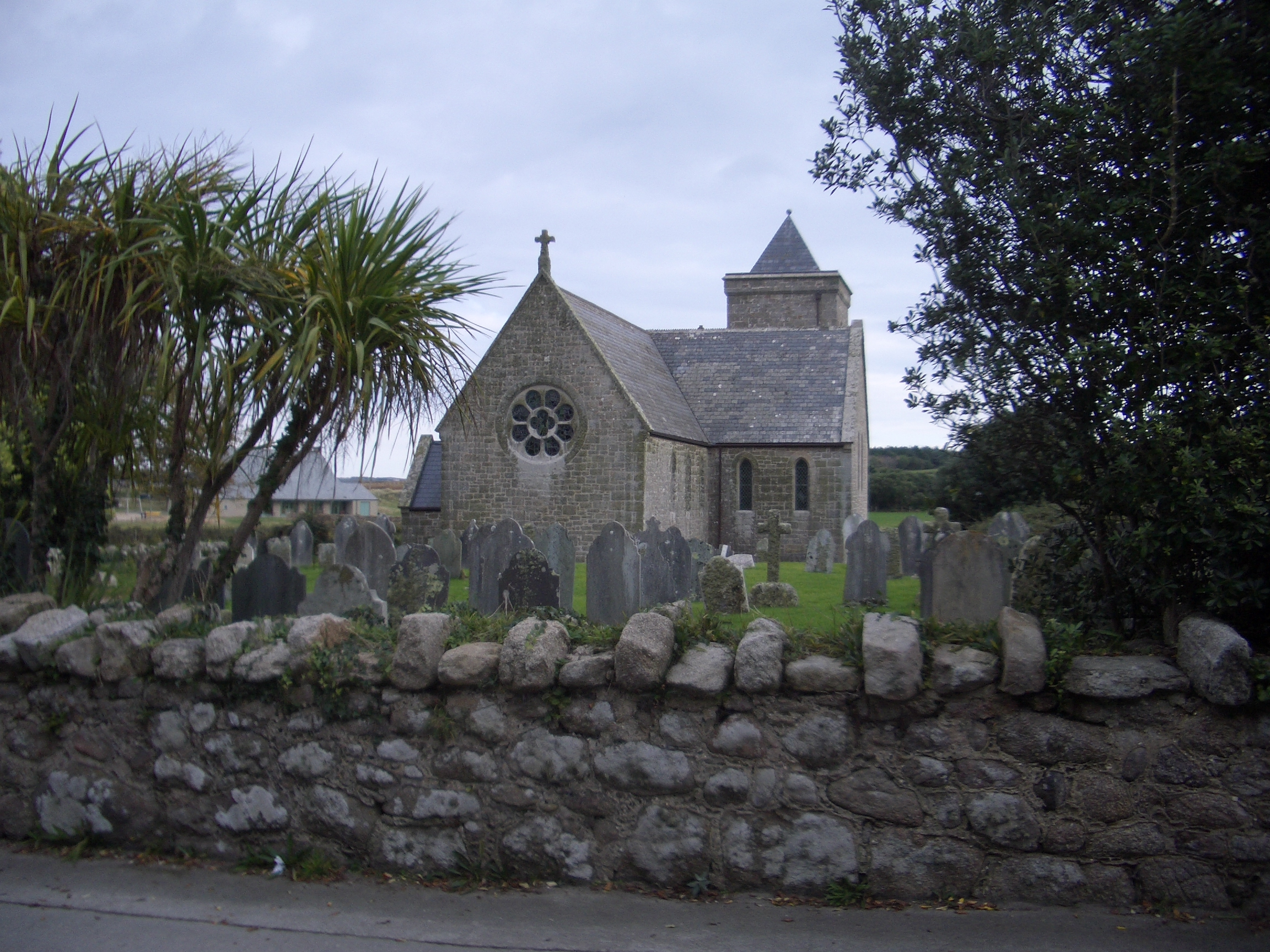
St. Nicholas auf Tresco

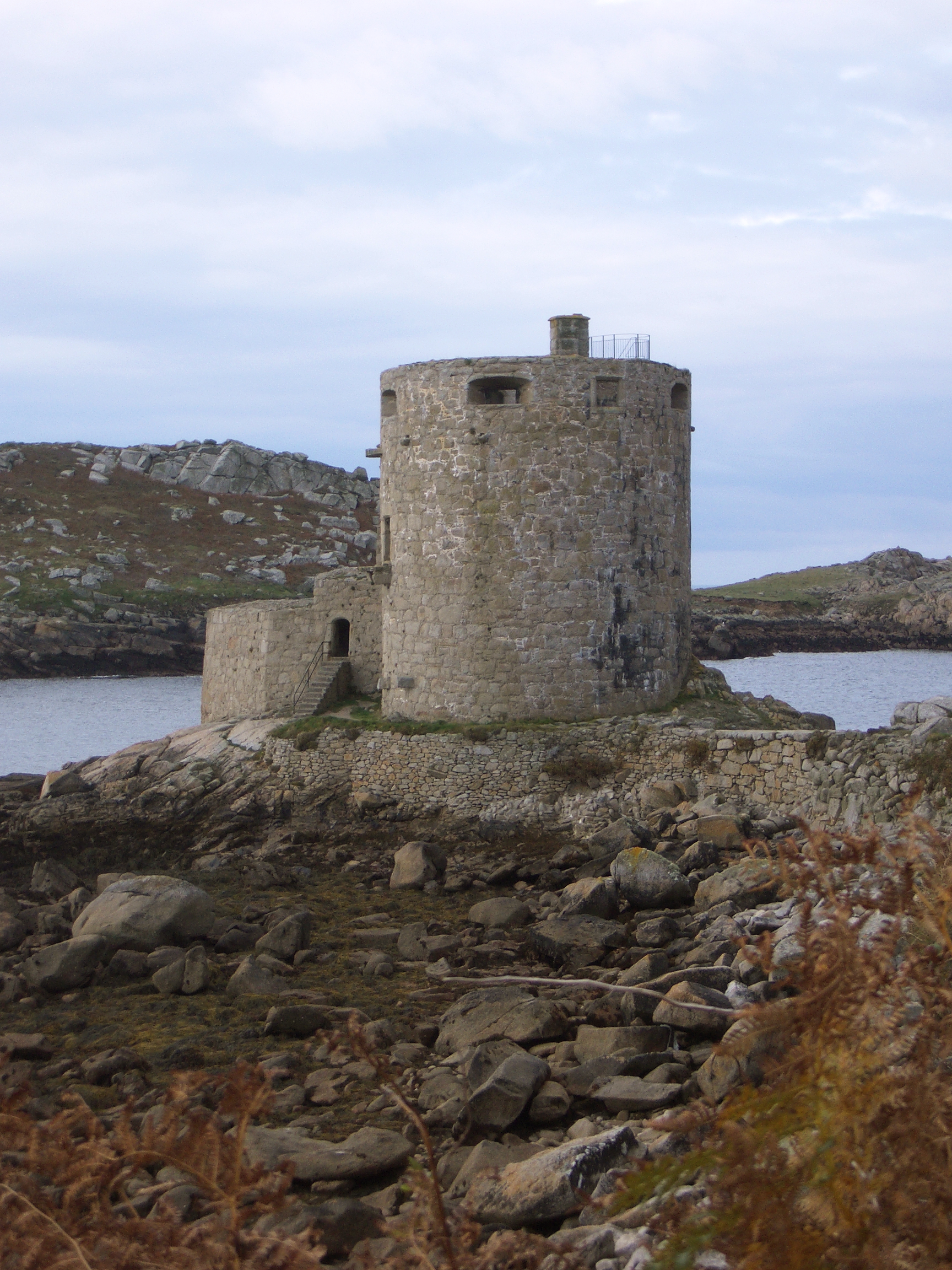
Der Geschützturm Cromwell's Castle

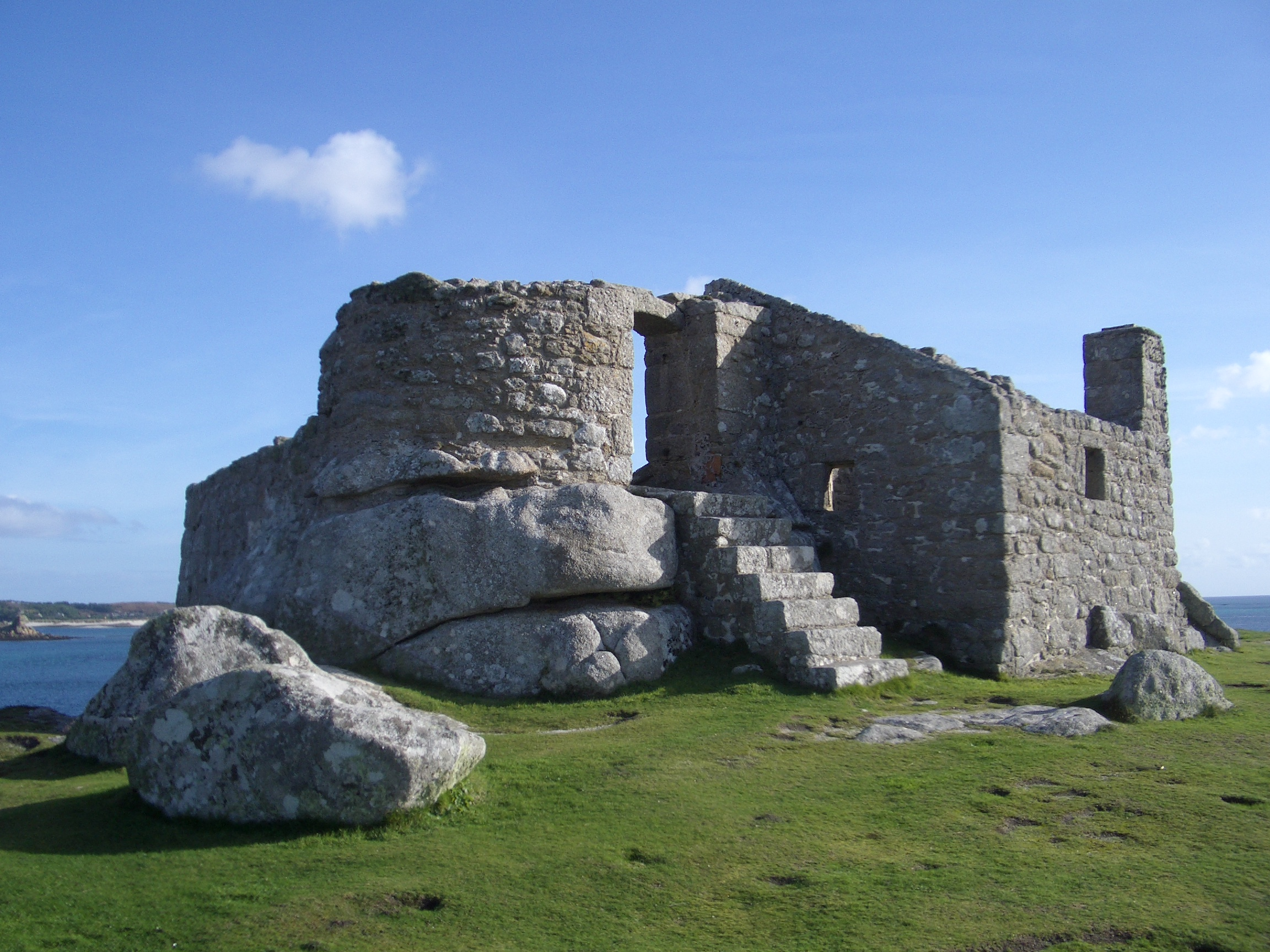
Der Geschützturm Old Blockhouse

### Archäologische Fundplätze
Auf Tresco wurden viele Spuren und Gräber gefunden, die darauf schließen, dass die Insel bereits in der Jungsteinzeit besiedelt war.
- An der Appletree Bay finden sich Spuren einer prähistorischen Landwirtschaft. Nur 100 m östlich davon fand man die Überreste zweier Häuser und eines Feldes aus der gleichen Zeit. Teile dieser beiden Fundorte sind nur bei Ebbe zu sehen.
- Auf dem Tregarthen Hill wurden Überreste weiterer Häuser und Felder aus der Jungsteinzeit entdeckt.
- Bei Castle Down (dem nördlichsten Hügel der Insel) und in den umliegenden Gebieten befinden sich 78 Steingräber. Wahrscheinlich stammen einige aber erst aus späterer Zeit.
- In der Nähe von Borough, einer kleinen Farm auf Tresco, befindet sich ein Grabhügel.

### Kirche St. Nicholas
Tresco besaß bereits seit 1798 eine kleine Kirche, welche in den Jahren 1824 und 1835 vergrößert wurde. Am 12. September 1877 legte Edith Dorrien-Smith am selben Platz den Grundstein für einen Neubau. Ab dem 17. Juni 1879 fanden die ersten Gottesdienste in der neuen anglikanischen Kirche St. Nicholas statt. Drei Jahre später am 16. Juli 1882 wurde sie geweiht. Die Orgel des Gotteshauses wurde von dem Orgelbauer Eustace Ingram 1886 fertiggestellt.

### Militärische Bauten
- Die Artillerie-Festung King Charles’s Castle, die zwischen 1550 und 1554 unter Eduard VI. von England erbaut wurde, befindet sich auf dem Hügel Castle Down im Norden der Insel. Im hinteren Teil des Gebäudes befanden sich Räume, wo sich die Garnison in der Freizeit aufhalten konnte. Während des englischen Bürgerkrieges wurde ein Schutzwall um die Festung errichtet, um Eindringlinge über den Landweg aufhalten zu können. Teile des Gebäudes wurden später zum Bau der neuen Festungsanlage Cromwell’s Castle verwendet. Die jetzige Ruine wird von dem englischen Denkmalschutzamt English Heritage verwaltet.
- Der Geschützturm Cromwell’s Castle wurde von Oliver Cromwell zwischen 1651 und 1652 als Ersatz für die Festung King Charles’s Castle erbaut. Die Waffen befanden sich auf dem Dach über den Wohnquartieren der Garnison und des Magazins. Ursprünglich ging eine Außentreppe an der Südseite auf die erste Etage. Das Gebäude in seiner jetzigen Form besteht erst seit den 1740er Jahren. Der Geschützturm sollte die Ankerplätze zwischen Tresco und Bryher sichern.
- Der Geschützturm Old Blockhouse wurde zum Schutz der Hafenanlage von Old Grimsby erbaut, der im englischen Bürgerkrieg energisch verteidigt wurde. Erbaut wurde der Turm wahrscheinlich zwischen 1548 und 1552.
- Der Geschützturm Oliver’s Battery befindet sich im Süden der Insel. Admiral Robert Blake ließ ihn kurz nach der Eroberung von Tresco durch die Roundheads im englischen Bürgerkrieg errichten.

### Weitere Sehenswürdigkeiten
- Ein Denkmal für den ehemaligen Eigentümer der Scilly-Inseln Augustus Smith befindet sich auf dem Abbey Hill.
- Auf der Höhe von Castle Down befinden sich die Überreste einer alten Zinn-Mine, die um 1640 wegen fehlender Wirtschaftlichkeit aufgegeben wurde.

### Regelmäßige Veranstaltungen
Seit 2010 findet alljährlich ein Triathlon auf Tresco statt. Er ist der Ersatz für den in 2001 gegründeten Marathon, der aus 7,5 Inselrundläufen bestand und zugleich eine Benefizveranstaltung zu Gunsten von Mukoviszidose-Erkrankten war. Die Veranstaltung fand immer am gleichen Tag wie der London-Marathon statt. Der Triathlon startet am Ruin Beach Cafe mit 0,36 Meilen Schwimmen, 12 Meilen Radfahren und 3 Meilen Laufen.
Auf der Insel finden auch Rennen der traditionellen Pilot-Gig-Boote statt sowie Schwimmwettbewerbe unterschiedlicher Art.

## Natur und Parkanlagen

### Tresco Abbey Gardens

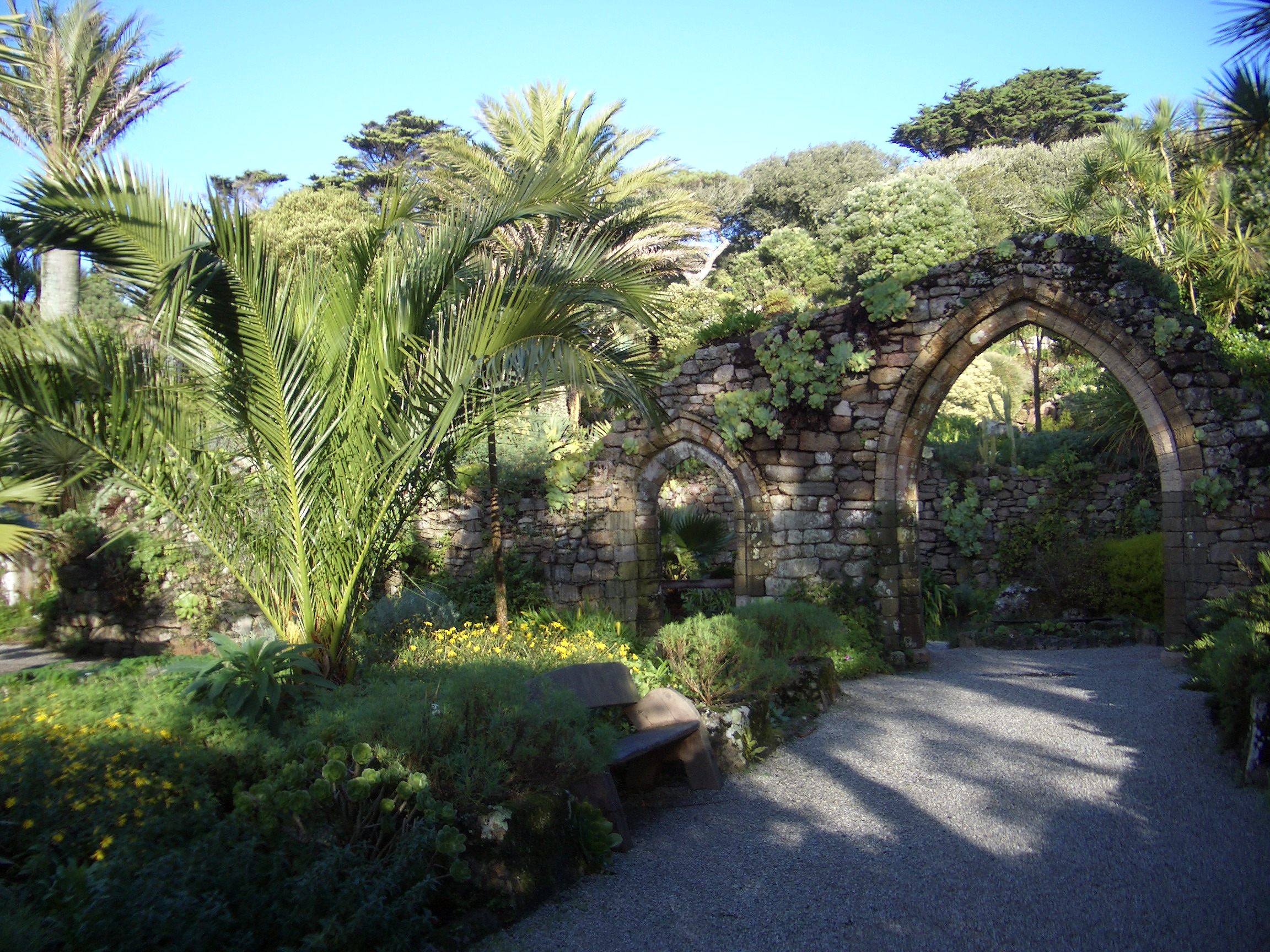
Die Tresco Abbey Gardens

Es ist die einzige öffentliche Parkanlage auf Tresco und etwa 0,7 Hektar groß. Sie liegt auf dem Gelände einer ehemaligen Benediktiner-Abtei. Die Gärten ließ aber erst der adlige Philanthrop Augustus Smith ab 1834 anlegen, der lange Zeit Lord Proprietor der Scilly-Inseln war und sich mit der Anlage eines Nutzgartens der Bekämpfung des Hungers verschrieben hatte. Dank dem milden Klima und der vielen Sonne im Sommer gedeihen im Park subtropische Pflanzen aus aller Welt. Die vielen Hecken und die Mauern des Gartens schützen die Pflanzen zusätzlich vor Wind. Das Kloster, welches 1144 errichtet wurde, wird nach dem 15. Jahrhundert kaum mehr urkundlich erwähnt. Wahrscheinlich wurde es bereits vor der Reformation verlassen, da es den ständigen Angriffen von Piraten und Dieben nichts entgegensetzen konnte. Die mittelalterlichen Spitzbögen des Klosters wurden in den Park integriert. Das Saatgut und die Pflanzen holte sich Smith von den Kew Gardens in London.
Im Park befindet sich auch eine Sammlung von über 30 Galionsfiguren. Sie stammen von den vielen Schiffswracks, die während des 19. Jahrhunderts auf den Scilly-Inseln Schiffbruch erlitten.

### Naturschutzgebiete

Mit Flechten bedeckter Baum auf Tresco

Auf Tresco wurden zwei Gebiete zum Naturschutzgebiet (Sites of Special Scientific Interest) erklärt:
Der Great Pool ist einer der beiden Brackwasserseen von Tresco, der eine große Artenvielfalt der Fauna und Flora bietet. Er ist etwa einen Kilometer lang und trennt die Insel in einen südlichen und einen nördlichen Teil. Im seichten Wasser am Rande des Sees wächst neben dem gemeinen Schilfrohr viel Kamm-Laichkraut. Außerdem ist auch der
breitblättrige Rohrkolben sehr häufig dort zu finden. In den sumpfigen salzigen Böden entlang des Seeufers gedeihen Flatter-Binse und Königsfarn. An der Nordseite des Great Pool wachsen darüber hinaus viele Grau-Weiden sowie Gewöhnlicher Wassernabel und Sumpf-Schwertlilien. Auf den etwas trockeneren Uferflächen findet man die Stinkende Schwertlilie, den Kriechenden Hahnenfuß, das Scharbockskraut sowie Brombeersträucher. Besonders wertvoll ist der Lebensraum für die in England sehr seltene Braunwurz-Art Scrophularia scorodonia.
Im Schilfrohr und im umliegenden Gelände des Sees brüten viele verschiedene Vogelarten, darunter Höckerschwäne, Stockenten, Schnatterenten, Wasserrallen, Schilfrohrsänger und Teichrohrsänger. Des Weiteren nutzen viele Vögel den Great Pool und Tresco als Überwinterungsgebiet, wie Krickenten, Pfeifenten, Löffelenten, Tafelenten und Reiherenten. Im Herbst sieht man viele Vögel aus Eurasien und teilweise auch Irrgäste aus Nordamerika.
Castle Down ist eine vom Wind geprägte Landschaft im Norden der Insel. Neben Besenheide und der Grauen Heide ist hier auch der Westliche Stechginster (Ulex gallii) anzutreffen. Dazwischen wachsen Blutwurz, Gewöhnlicher Hornklee, Harzer Labkraut, die Fetthennen-Art Sedum anglicum sowie Adlerfarn.
Einzigartig ist die endemische Flechten-Art Heterodermia propagulifera, welche auch auf der restlichen Insel zu finden ist, zusammen mit Heterodermia leucomelos und Heterodermia obscurata. Die Gattung Heterodermia wächst abgesehen von den Scilly-Inseln auch auf den Kanalinseln und entlang der bretonischen Küste. Unter den 45 Flechtenarten in diesem Gebiet finden sich viele Lungenflechten, die an den Besenheiden wachsen, sowie einige Arten der Flechtengattung Cladonia. Überdies ist Castle Down ein wichtiges Brutgebiet für Fluss-Seeschwalben.

### Höhlen
Piper’s Hole ist eine fast 100 Meter lange Höhle an der Nordküste von Tresco mit einem relativ engen Eingang. An einigen Orten ist die Höhle, die einen großen See besitzt, teilweise über zehn Meter hoch. Für die Begehung sind gutes Schuhwerk und Taschenlampen nötig. In der Höhle gibt es auch eine Population der Baldachinspinnen-Art Halorates reprobus.
Der Ort war in früheren Zeiten ein beliebtes Versteck von Schmugglern. Ethel Smyth, die bei einem Besuch der Scilly-Inseln mehrere solcher Schmuggler-Höhlen erkundete, soll die Piper’s Hole besonders beeindruckt haben und die Gestaltung ihrer Oper The Wreckers mit beeinflusst haben. Einheimische behaupten, dass zwischen der Höhle auf Tresco und der gleichnamigen Höhle auf St Mary’s eine unterirdische Verbindung besteht.
Die Gun Hole liegt nur ca. 300 Meter von der Piper’s Hole entfernt, an der Nordwestküste. Mit etwa 20 Metern Länge ist sie eine relativ kleine Höhle. Sie besitzt aber eine Süßwasser-Quelle; die einzige auf ganz Tresco.

## Verkehr
Auf der Insel sind keine Autos erlaubt. Für den Transport der ankommenden Touristen stehen aber Traktoren und für behinderte Besucher Golfmobile bereit. Außerdem haben die Reisenden die Möglichkeit Fahrräder auszuleihen.
Durch den Hubschrauberlandeplatz Tresco Heliport hat die Insel, wie St Mary’s, eine Flugverbindung nach Penzance in Cornwall. Bis zur Einstellung (aus Kostengründen) im Jahr 2012 wurde der Service durch British International Helicopters betrieben. Im Jahr 2020 erfolgte die Wiederaufnahme, betrieben durch Penzance Helicopters.
Überdies fahren von den Häfen der Insel einige Passagierschiffe und Ausflugsboote zu den anderen bewohnten Inseln. Die Fahrzeiten richten sich nach den Gezeiten.

## Tresco in Kunst und Literatur
Die eindrucksvolle Landschaft und die Geschichte Trescos ist in mehreren künstlerischen Werken festgehalten:
- Im Kinderroman Als die Wale kamen von Michael Morpurgo werden die Scilly-Inseln und Tresco mehrfach erwähnt.
- Der Roman Hell Bay von Sam Llewellyn erzählt fiktive Ereignisse auf Tresco.
- Der Roman Storm Islands von Ann Quinton spielt auf Tresco und den Scilly-Inseln.
- In der Literaturverfilmung Prinz Kaspian & Die Reise auf der Morgenröte von 1989 wurden einige Szenen auf Tresco (als Schauplatz für die Einsamen Inseln) gedreht.
- Viele Bilder, die Ansichten von Tresco zeigen, stammen von dem englischen Maler John Miller (1931–2002).